# St. Nikolaus (Bitzenhofen)

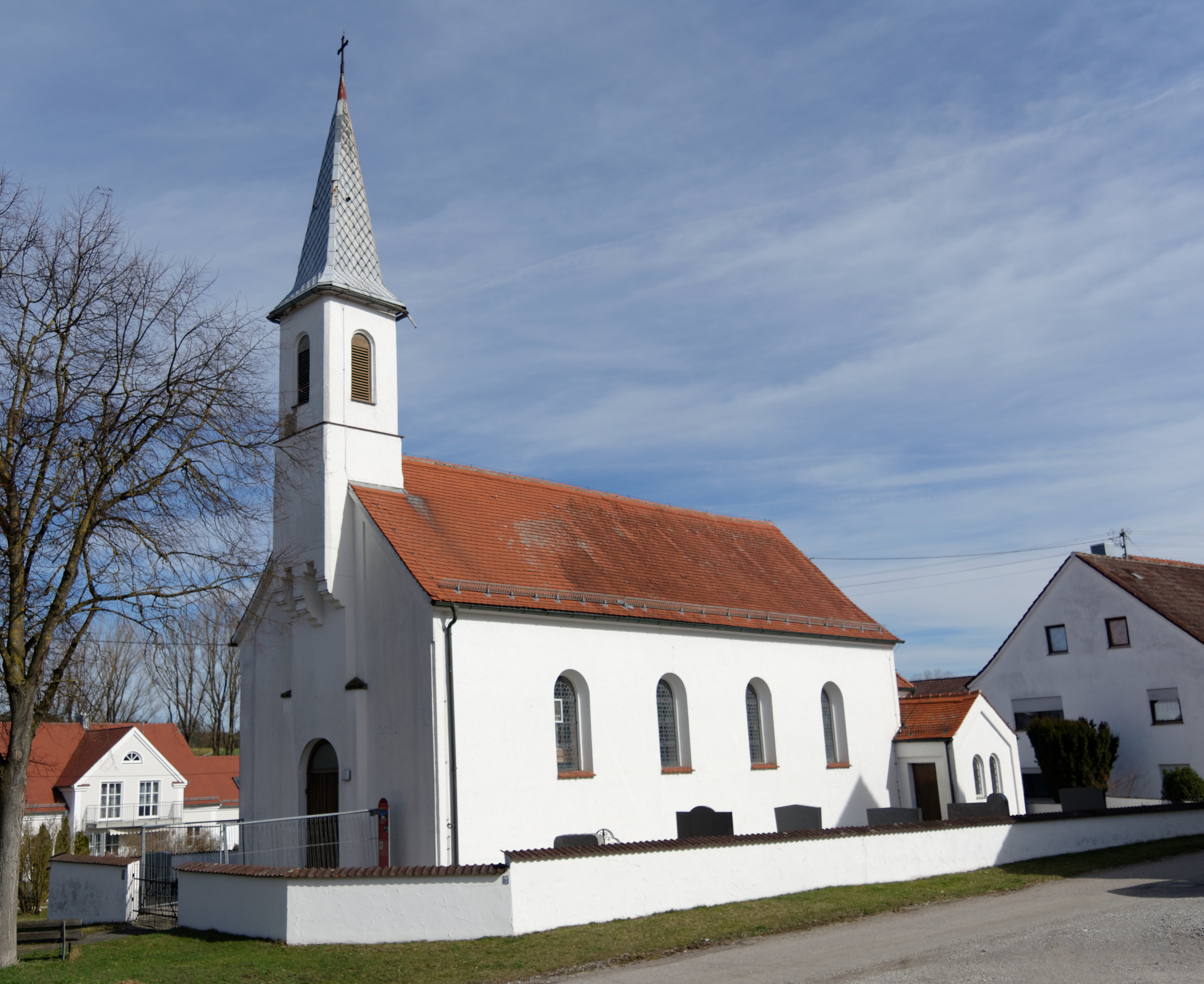
St. Nikolaus

Die römisch-katholische Filialkirche St. Nikolaus ist ein Baudenkmal in Bitzenhofen, einem Ortsteil der Gemeinde Dasing im Landkreis Aichach-Friedberg.

## Geschichte
Bitzenhofen war bis zur Säkularisation weitgehend in Besitz des Klosters St. Ulrich und Afra in Augsburg. Die Kirche in Bitzenhofen war damals eine Pfarrkirche des Klosters. 1509 wird der heilige Stephan als Kirchenpatron genannt, 1580 bereits der heilige Nikolaus. Im Spanischen Erbfolgekrieg brannten 1704 Bitzenhofen und Taiting fast vollständig ab, die Kirche blieb jedoch verschont. Sie wurde 1770 neu errichtet. 1851 schlug ein Blitz in die Kirche ein und beschädigte diese stark. 1853 wurde das Gotteshaus verlängert und mit einem Dachreiter versehen.

## Baubeschreibung
St. Nikolaus ist ein Saalbau mit eingezogenem Chor. Der Dachreiter ist mit einem Spitzhelm versehen.

## Ausstattung
Die heute über der Kanzel angebrachte Rosenkranzmadonna, auch Seuchenmadonna genannt, war in der Vergangenheit ein beliebtes Wallfahrtsziel der Bauern in der Umgebung. Die Gegend wurde besonders während des Dreißigjährigen Kriegs und im 18. Jahrhundert immer wieder von Seuchen heimgesucht, die Mensch und Vieh befielen. Das Alter der Madonna ist unbekannt. Möglicherweise stammt sie um 1700 aus der Hand von Bartholomäus Öberl. Andere Fachleute stellen sie jedoch auch in die Reihe der gotischen Rosenkranzmadonnen. Die Figur wurde 1908 renoviert – möglicherweise fehlerhaft, da Perlen des Rosenkranzes fehlen.
Die drei Altäre sind aus der Erbauungszeit. Das Altarblatt des Hauptaltares, welches die Verherrlichung des hl. Nikolaus zeigt, ist von Christian Menrad, einem Maler aus Friedberg. Im Auszug ist die Stigmatisation des heiligen Franziskus zu sehen. Im rechten Seitenaltar ist die heilige Familie mit Johannes dem Täufer als Knaben dargestellt, links ein Ecce homo. In den Auszügen sind die Bauernheiligen Notburga und Isidor zu sehen. Die hochwertigen Reliquienschreine auf den Nebenaltären sind Augsburger Arbeiten aus dem Ende des 17. Jahrhunderts. Die Kanzel, ebenfalls aus dem Ende des 17. Jahrhunderts, stammt vermutlich noch aus der Vorgängerkirche. Das Kreuz mit Maria an der Südwand ist aus dem 18. Jahrhundert. Die beiden Figuren darunter um 1700  stellen vermutlich die heilige Scholastika und die heilige Walburga dar. Die Figuren der Heiligen Nikolaus und Leonhard stammen aus der zweiten Hälfte des 15. Jahrhunderts. Eine weitere Figur stellt den Erzengel Michael dar. Der Kreuzweg mit ovalen Rahmen ist aus dem 19. Jahrhundert.
Die Fresken aus dem Jahre 1908 sind von dem aus Piere di Cadore stammenden Basilio Coletti († 1944). Sie zeigen im Chor Jesus und die Emmausjünger und im Langhaus Szenen aus der Legende des heiligen Nikolaus. Über der Orgel ist die heilige Cäcilia dargestellt.
Die Orgel gilt als eine der ältesten im Umkreis. Sie ist vollständig erhalten, aber nicht mehr bespielbar.